# 덕평자연휴게소
덕평자연휴게소(德坪自然休憩所, Deokpyeong-Jayeon Service Area)는 경기도 이천시 마장면 덕이로154번길 287-76에 위치한 영동고속도로의 휴게소이다. 경부고속도로의 금강휴게소나 서해안고속도로의 행담도휴게소와 같이 양방향 휴게소가 통합형으로 존재한다. 1994년 영동고속도로가 4차로로 확장된 이후에 생긴 폐도와 현 영동고속도로 사이에 건설된 휴게소로 상행선은 2007년에 완공되었으며, 하행선은 2009년에 완공되었다. 코오롱글로벌의 자회사인 덕평랜드에서 운영하고 있다. 흔히 덕평휴게소라고도 불리나 정식 명칭은 아니며, 이는 고속도로 본선 상 표지판에 표시되는 명칭이다. 휴게소 진입 시 반대방향으로 회차할 수 있다.

## 시설
2017년 기준 , 510억원의 매출로  고속도로 휴게소 1위다.
- 농협 내고장으뜸상품판매장
- 이천시특산품판매장
- 브랜드매장 : 더페이스샵, 던킨도너츠, 뚜레쥬르, 명인만두, 블랙야크, 비어드파파, 쉐이크포테이토, 파리바게뜨
- 정유소, LPG 충전소 : SK에너지
- 현금인출기 : IBK기업은행
- 경정비소 없음
- 화물휴게소 없음

### 우주타워
덕평자연휴게소 내에 있는 전망타워 카페이다.
정식명칭은 “Aerobar”이며, 헬륨기구 전문업체인 프랑스 “Aerophile”사에서 아시아 최초로 선보이는 작품이다.
열기구 밑에는 승객 16명이 탑승할 수 있는 곤돌라가 있으며, 높이는 40미터에 달한다.

## 전후
인천 방향
- 덕평 나들목 ← 덕평자연휴게소 ← 호법 분기점
- 용인휴게소 ← 덕평자연휴게소 ← 여주휴게소

강릉 방향
- 덕평 나들목 → 덕평자연휴게소 → 호법 분기점
- 용인휴게소 → 덕평자연휴게소 → 여주맛있는휴게소

## 교통량 정보
원톨링 시스템에 의해 집계된 덕평자연휴게소에서 회차한 차량 기준이다.
| 요금소                  | 통행량 (대/일) | 통행량 (대/일) | 통행량 (대/일) | 통행량 (대/일) | 통행량 (대/일) | 통행량 (대/일) | 각주  |
| 요금소                  | 2014년         | 2015년         | 2016년         | 2017년         | 2018년         | 2019년         | 각주  |
| ----------------------- | -------------- | -------------- | -------------- | -------------- | -------------- | -------------- | ----- |
| 덕평자연휴게소 (폐쇄식) | 170            | 219            | 249            | 264            | 280            | 283            | [ 3 ] |